# Krystyna Chmielewska

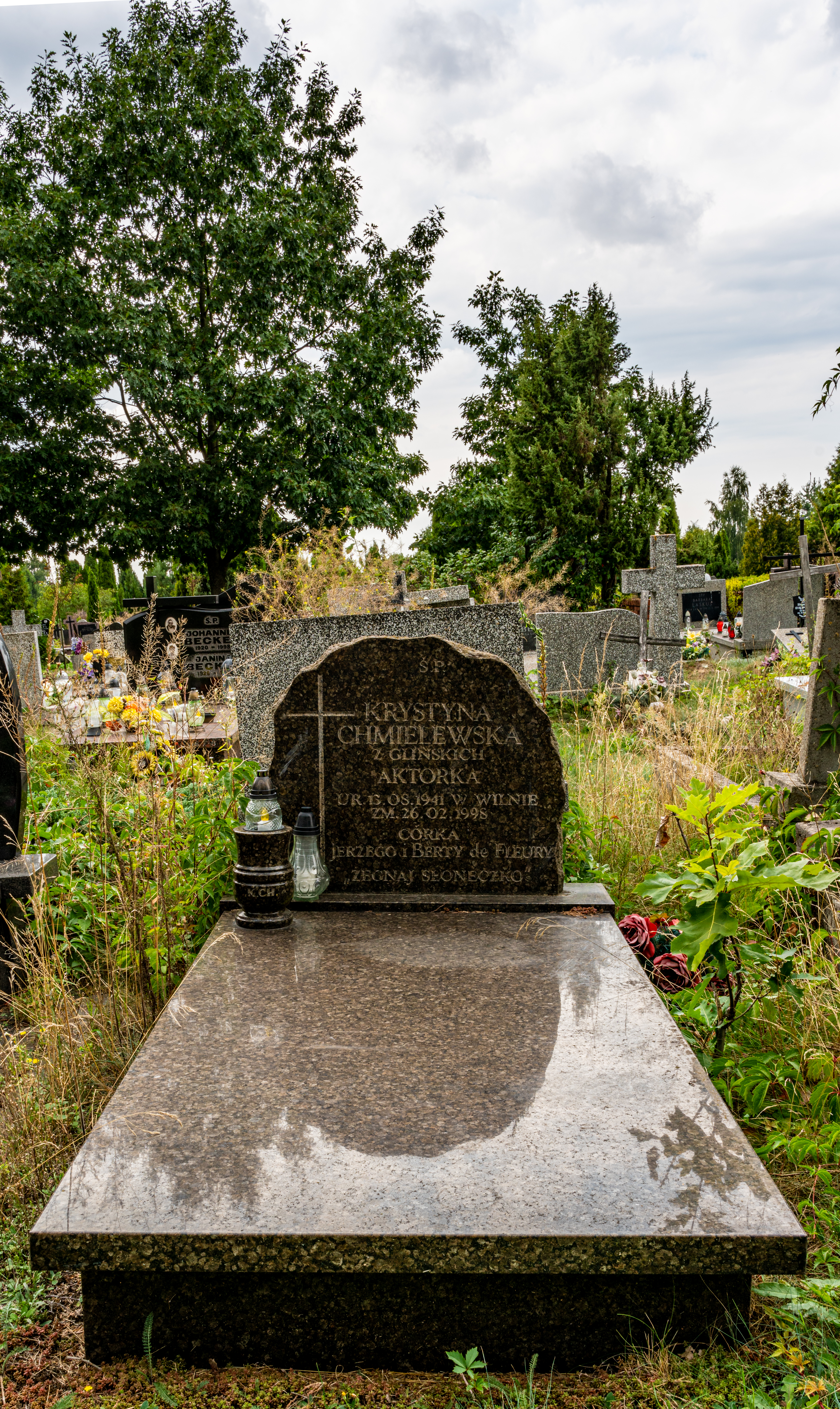
Grób Krystyny Chmielewskiej na Cmentarzu komunalnym Północnym w Warszawie

Krystyna Chmielewska (ur. 13 sierpnia 1941 w Wilnie, zm. 26 lutego 1998 w Warszawie) – polska aktorka teatralna i filmowa.

## Życiorys
W 1967 roku ukończyła studia na PWST w Krakowie. Rok wcześniej, 5 maja 1966 miał miejsce jej debiut teatralny. Występowała na scenach następujących teatrów:
- Stary Teatr im. Heleny Modrzejewskiej w Krakowie (1966-1968)
- Teatr Klasyczny w Warszawie (1968-1979)
- Teatr na Woli w Warszawie (1979-1986)
- Teatr Narodowy w Warszawie (1986-1990)

Pochowana na cmentarzu komunalnym Północnym w Warszawie (kw. S-VI-8-5-7)

## Filmografia
- 1965: Katastrofa − sekretarka w biurze projektów
- 1966: Ktokolwiek wie... − Wisia, pracownica fabryki telewizorów
- 1966: Chudy i inni − sanitariuszka Ewa
- 1967: Zwariowana noc − Marika
- 1968: Hrabina Cosel (serial) − Marianna Denhoffowa, kochanka Augusta II Mocnego
- 1968: Hrabina Cosel − Marianna Denhoffowa, kochanka Augusta II Mocnego
- 1978: Sto koni do stu brzegów
- 1978: Rodzina Połanieckich − Ratkowska, kuzynka Osnowskiego
- 1980: Zamach stanu
- 1983: Marynia − Ratkowska, kuzynka Osnowskiego
- 1987: Rzeka kłamstwa (odc. 5 i 7)
- 1988-1990: W labiryncie
- 1989: Nocny gość − głuchoniema
- 1991: Pogranicze w ogniu − Borucka, siostra Pauliny (odc. 23 i 24)
- 1992: Dotknięcie ręki − bibliotekarka
- 1994: Polska śmierć − pracownica działu kadr Uniwersytetu
- 1996: Wezwanie

## Teatr Telewizji
Wystąpiła w kilkudziesięciu spektaklach Teatru Telewizyjny. Zagrała m.in. rolę Klary w spektaklu „Śluby panieńskie” (1972), a także rolę Janiny w spektaklu „Dom otwarty” (1977).